# 多和田任益
多和田 任益（たわだ ひでや、1993年11月5日 - ）は、日本の俳優、振付師であり、ダンスエンターテイメント集団「梅棒」のメンバー。大阪府出身。
旧芸名は多和田 秀弥（）。日本芸術高等学園卒業。

## 略歴
2010年、FINEBOYS専属モデルオーディションで特別賞を受賞し、トップコートの育成校Artist☆Artistに入校。2013年、同校を卒業し、トップコートに所属。
2012年から2014年まで、ミュージカル『テニスの王子様』2ndシーズンに手塚国光役で出演。
2015年、スーパー戦隊シリーズ『手裏剣戦隊ニンニンジャー』にキンジ・タキガワ / スターニンジャー役で出演。
2018年10月6日、同年11月2日より芸名を多和田秀弥から多和田任益（読みは同じ）に改名することを発表。
2020年8月24日、エンターテインメント集団「梅棒」への新加入を発表した。

## 人物
特技・趣味はダンス（HipHop・Jazz）、キャラクターグッズ収集。

## 出演

### テレビドラマ
- 手裏剣戦隊ニンニンジャー 忍びの8 - 忍びの最終章（2015年4月19日 - 2016年2月7日、テレビ朝日） - キンジ・タキガワ / スターニンジャー 役
- 不機嫌な果実 第1話 - 第3話・最終話（2016年4月29日 - 5月13日・6月10日、テレビ朝日） - 山岸亮介 役[7]
- 侠飯〜おとこめし〜 第9話（2016年9月17日、テレビ東京） - 不良学生 役
- 金曜プレミアム 女医・倉石祥子4〜死の内科病棟〜（2016年10月21日、フジテレビ） - 佐藤大吾 役
- 仮面ライダージオウ EP17・EP18（2019年1月6日・13日、テレビ朝日） - 神蔵蓮太郎 / 仮面ライダーシノビ 役[8]
- 100文字アイデアをドラマにした! 第8話「人生公演、リハ日」（2020年3月9日、テレビ東京） - 主演 次郎 役[9]
- シュガードッグライフ（2024年8月4日 - 9月29日、朝日放送テレビ・テレビ朝日） - 主演 天沢恭丞 役（田中洸希とW主演）[10]

### ウェブドラマ
- ヒーローママ☆リーグ（2018年5月13日、東映特撮ファンクラブ） - ひろと先生 役
- 熱闘!妄想部（2019年1月25日 - 2月22日、スマートボーイズアプリ） - 主演 樋口京介 役[11]
- 仮面ライダーシリーズ（東映特撮ファンクラブ） - 神蔵蓮太郎 / 仮面ライダーシノビ 役
  - RIDER TIME 仮面ライダーシノビ（2019年3月31日 - 4月14日） - 主演[12]
  - ギーツエクストラ 仮面ライダータイクーン meets 仮面ライダーシノビ（2023年6月18日）[13]
- 探偵がうつる（2020年10月16日 - 11月13日、スマートボーイズアプリ） - 主演 椛島与一 役[14]
- 忍者戦隊カクレンジャー 第三部・中年奮闘編（2024年8月4日、東映特撮ファンクラブ） - 友情出演

### 映画
- ガチバン NEW GENERATION（2015年1月31日、AMGエンタテインメント） - 相田充 役
- スーパー戦隊シリーズ（東映） - キンジ・タキガワ / スターニンジャー 役
  - 手裏剣戦隊ニンニンジャー THE MOVIE 恐竜殿さまアッパレ忍法帖!（2015年8月8日）
  - 手裏剣戦隊ニンニンジャーVSトッキュウジャー THE MOVIE 忍者・イン・ワンダーランド（2016年1月23日）
  - 劇場版 動物戦隊ジュウオウジャーVSニンニンジャー 未来からのメッセージ from スーパー戦隊（2017年1月14日）
- ひだまりが聴こえる（2017年6月24日、日本出版販売） - 主演 杉原航平 役[15]
- サンタクロースをいつまで信じてた?（2021年12月16日 - 19日、AkibaScreening2021にて上映） - 鈴木優斗 役[16]

### オリジナルビデオ
- 帰ってきた手裏剣戦隊ニンニンジャー ニンニンガールズVSボーイズ FINAL WARS（2016年6月22日、東映ビデオ） - キンジ・タキガワ / スターニンジャー 役

### 舞台
- 100年分の声援を（2011年6月9日 - 12日、恵比寿・エコー劇場） - デジマ 役
- 腰抜け男ども、義理と人情は…女が見せてやる!（2012年4月10日 - 15日、DDD青山クロスシアター） - 堤 役
- ミュージカル『テニスの王子様』2ndシーズン（2012年 - 2014年、TOKYO DOME CITY HALL ほか） - 手塚国光 役
- 新・幕末純情伝（2015年1月7日 - 11日、新国立劇場 小劇場） - 土方歳三 役
- ソラオの世界（2016年7月28日 - 31日、Zeppブルーシアター六本木） - 主演 ソラオ 役
- Take me out（2016年12月9日 - 24日、DDD青山クロスシアター ほか） - トッディ・クーヴィッツ 役
- 熱海殺人事件 NEW GENERATION（2017年2月18日 - 3月6日、紀伊國屋ホール） - 熊田留吉 役[17]
  - 新装紀伊國屋ホールこけら落とし公演 第一弾「新・熱海殺人事件」（2021年6月10日 - 21日、紀伊國屋ホール　※一部中止）- 熊田留吉 役
  - 50周年記念特別公演「熱海殺人事件」バトルロイヤル 50ʼs（2023年8月4日 - 20日、紀伊國屋ホール）- 大山金太郎 役
- 朗読劇『ぼくらが非情の大河をくだる時-新宿薔薇戦争-』（2017年3月17日 - 20日、本多劇場） - 詩人 役
- 何をするにも最高の天気〜Never be defeated-負けず嫌いなオトナ達-（2017年5月11日 - 13日、DDD青山クロスシアター）
- 幽劇（2017年8月17日 - 9月3日、日本青年館ホール ほか）- イクオ 役
- ミュージカル『スカーレット・ピンパーネル』（2017年11月13日 - 12月5日、TBS赤坂ACTシアター ほか） - エルトン 役
- 文豪ストレイドッグス（2017年12月22日 - 2018年2月4日、AiiA 2.5 Theater Tokyo ほか） - 太宰治 役
  - 文豪ストレイドッグス 黒の時代（2018年9月22日 - 10月14日、サンシャイン劇場 ほか）
  - 文豪ストレイドッグス 三社鼎立（2019年6月 - 7月、岩手 / 福岡 / 愛知 / 大阪 / 東京）
  - 文豪ストレイドッグス 序（2020年9月11日 - 27日、豊島区立舞台芸術交流センター ほか）
- GEM CLUBII（2018年3月16日 - 4月18日、シアター1010 ほか）
- 少年社中 第34回公演『MAPS』（2018年5月31日 - 6月24日、紀伊國屋ホール ほか）- 冒険家 役
- 舞台「野球」飛行機雲のホームラン（2018年7月27日 - 8月26日、サンシャイン劇場 ほか）- 唐澤静 役
- PSYCHO-PASS サイコパス Virtue and Vice（2019年4月18日 - 30日、日本青年館ホール / 5月4日 - 6日、森ノ宮ピロティホール） - 蘭具雪也 役
  - PSYCHO-PASS サイコパス Virtue and Vice 2（2020年11月20日 - 12月6日、東京 / 大阪） - 光宗悟 役
  - PSYCHO-PASS サイコパス Virtue and Vice 3（2024年3月15日 - 24日、THEATER MILANO-Za / 3月28日 - 31日、森ノ宮ピロティホール） - 林崎仁哉 役[18]
- 朗読劇 方南ぐみ企画公演「青空」（2019年7月、東京） - 大和少年 役
- 梅棒 EXTRAシリーズ「ウチの親父が最強」（2019年9月5日 - 10月27日、東京 / 福岡 / 三重 / 大阪）
- イノサンmusicale（2019年11月29日 - 12月10日、ヒューリックホール東京） - オリビエ・ルシャール 役
- 天才てれびくん the STAGE ～てれび戦士 REBORN～（2020年1月23日 - 2月2日、東京 / 大阪） - 多和田任益 役
- 改竄 熱海殺人事件 モンテカルロ・イリュージョン（2020年3月12日 - 30日、紀伊國屋ホール ※一部中止[19]） - 主演 木村伝兵衛 役
  - 新装紀伊國屋ホールこけら落とし公演 第二弾「改竄・熱海殺人事件 モンテカルロ・イリュージョン〜復讐のアバンチュール〜」（2021年6月24日 - 27日、紀伊國屋ホール　※中止）
  - 熱海連続殺人事件 モンテカルロ・イリュージョン（2024年7月9日 - 22日、紀伊國屋ホール）
- リーディングドラマ「シスター」（2020年7月9日 - 15日 ※配信）
- Nostalgic Wonderland♪〜song & dance show〜 2020（2020年8月5日 - 10日）
- 亡国のワルツ（2021年4月16日 - 29日、豊島区立舞台芸術交流センター ※一部中止[20]） - サトウ 役
- 朗読劇 方南ぐみ企画公演 朗読劇「あの空を。」（2021年9月10日・17日、俳優座劇場） - テル 役
- unrato#8「薔薇と海賊」（2022年3月4日 - 26日、東京芸術劇場シアターウエスト / 茨木クリエイトセンター）- 松山帝一 役
- 「アナザー・カントリー」（2022年6月24日 - 7月13日、よみうり大手町ホール / COOL JAPAN PARK OSAKA TTホール / キャナルシティ劇場） - ジム・メンジース 役[21]
- 朗読劇「私の頭の中の消しゴム 13th Letter」（2022年7月29日、よみうり大手町ホール）- 浩介 役[22]
- 舞台「12人のおかしな大阪人2023」（2023年1月7日 - 22日、紀伊國屋ホール / 松下IMPホール）- 会長 役
- 朗読劇「私の頭の中の消しゴム 15th Letter」(2024年4月10日、よみうり大手町ホール) - 浩介 役
- 舞台「白蟻」（2024年6月6日 - 9日、KAAT神奈川芸術劇場 大スタジオ） - 主演（平野良とW主演）[23]
- GORCH BROTHERS PRESENTS「極めてやわらかい道」（2025年3月25日 - 30日、本多劇場）[24]

#### 梅棒公演
- 梅棒11th STAGE「ラヴ・ミー・ドゥー！！」（2021年2月19日 - 3月14日、サンシャイン劇場ほか） - 主演 メデル 役
- 梅棒12th WONDER「おどんろ」（2021年7月30日 - 8月29日 ※中止）
- 梅棒13th "RE"WORK「風桶」（2021年12月17日 - 2022年1月21日、本多劇場ほか） - 田中神風 役
- 梅棒 14th WONDER「おどんろ」（2022年4月8日 - 5月8日、サンシャイン劇場ほか）- 阿多利 役
- 梅棒15th “RE”PLAY『シン・クロス ジンジャー ハリケーン』（2022年11月18日 - 12月10日、サンシャイン劇場ほか） -舟戸朗希 役
- 梅棒16th showdown「曇天ガエシ」（2023年3月10日 - 4月9日、なかのZEROホール / 新国立劇場 中劇場 ほか）- アヤトビ 役
- 梅棒 17th Mystery「花婿は迷探偵 -THE FINAL-」（2023年12月22日 - 2024年1月21日、本多劇場ほか）- 神田川アラン 役
- 梅棒 19th GIFT「クリス、いってきマス!!!」（2024年12月1日 - 15日、サンシャイン劇場 / 12月20日 - 22日、COOL JAPAN PARK OSAKA TTホール / 12月26 - 27日、ウインクあいち）- ビクター役 [25]
- 朗読公演 三島由紀夫生誕100年記念「近代能楽集」よりⅠ「邯鄲」（2025年5月13日・14日、有楽町朝日ホール）[26]
- 梅棒 20th Breakdown「FINAL JACKET」（2025年11月8日 - 12月7日〈予定〉、サンシャイン劇場 ほか）[27]

### バラエティ
- 戦国鍋TV 〜なんとなく歴史が学べる映像〜
  - ｢戦国鍋ミュージカルOICHI｣ （4・5・8話） - 秀吉子分A・織田家来（8話）
- めざましテレビ MORE SEVEN（2016年4月 - 9月、フジテレビ） - リポーター

### ラジオ
- 植田圭輔・多和田秀弥のカミテかシモテか（2018年4月 - 12月、ラジオ関西）

### CM
- バンダイ「スターニンジャー変身シリーズ」（2015年）
- 積水ハウス「グラフィック広告」（2015年）
- P&G「レノア本格消臭 SPORTS」（2016年）
- 築地銀だこ「インフォマーシャル」（2016年）
- ゼリア新薬「ヘパリーゼW」（2018年 - 2020年）
- 日本製紙クレシア「スコッティ ファイン 洗って使えるペーパータオル」（2023年）

### MV
- 浜田省吾「夜はこれから」（2015年）
- GRe4N BOYZ「閃光ハヤブサ」(2024年)

### 振付
- 舞台「いとしの儚」（作：横内謙介・演出：石丸さち子／六本木トリコロールシアター、2021年）
- 「仮面ライダーギーツ」ジャマーガーデンズ「Odds n’Ends」
- 「マッシュル-MASHLE-」THE STAGE（総合演出：松崎史也・演出：伊藤今人〈梅棒〉 / 東京国際フォーラム ホールCほか、2023年）
- OCHA NORMA 1stアルバム「CHAnnel #1」収録 ユニット曲『Peek a Boo』（2024年）
- 舞台「大脱出2〜Escape Run〜」（劇中２曲、紀伊國屋ホール）
- TTFCオリジナル「忍者戦隊カクレンジャー 第三部・中年奮闘編」EDダンス
- OCHA NORMA 4thシングル『ちはやぶる/友達天体図』c/w 「Super Duper Sugar Power」「ウットーシー！」

### 写真集／書籍
- スタイルブック「sincere blue」（2018年11月2日、一迅社）
- 1st写真集「saTAna」（2023年11月17日、ぴあ）

## ディスコグラフィ

### キャラクターソング
| 発売日        | 商品名                                                                         | 歌                                            | 楽曲                                                       | 備考                                                                                          |
| ------------- | ------------------------------------------------------------------------------ | --------------------------------------------- | ---------------------------------------------------------- | --------------------------------------------------------------------------------------------- |
| 2015年9月30日 | 手裏剣戦隊ニンニンジャー キャラクターアルバム アッパレ! 歌とニンニントークの巻 | キンジ・タキガワ（多和田秀弥）                | 「Shooting Star」                                          | テレビドラマ『手裏剣戦隊ニンニンジャー』挿入歌                                                |
| 2016年1月20日 | 手裏剣戦隊ニンニンジャー 秘伝 音タリティディスク 2＆3＆4                       | キンジ・タキガワ（多和田秀弥）                | 「なんじゃモンじゃ! ニンジャ祭り! ～Rock☆Star ver.～」     | 映画『手裏剣戦隊ニンニンジャーVSトッキュウジャー THE MOVIE 忍者・イン・ワンダーランド』挿入歌 |
| 2016年2月17日 | 手裏剣戦隊ニンニンジャー全曲集 忍ばず歌の完結盤                                | キンジ・タキガワ（多和田秀弥）                | 「なんじゃモンじゃ! ニンジャ祭り! 〜Rock☆Star MAX ver.〜」 | テレビドラマ『手裏剣戦隊ニンニンジャー』関連曲                                                |
| 2020年5月13日 | 華の大演舞会 (桜men)・仮面ライダーギーツ SONG BEST                             | 桜men feat. 多和田任益                        | 「IZANAGI」                                                | RIDER TIME 仮面ライダーシノビ                                                                 |
| 2023年9月20日 | 仮面ライダーギーツ SONG BEST                                                   | 桜井景和（佐藤瑠雅）&神蔵蓮太郎（多和田任益） | 「IZANAGI」                                                | テレビドラマ『仮面ライダーギーツ』関連曲                                                      |